# Adenostyles rhombifolia
Adenostyles rhombifolia là một loài thực vật có hoa trong họ Cúc. Loài này được (Willd.) Pimenov mô tả khoa học đầu tiên năm 1971.